# Марголис, Юрий Давидович
Ю́рий Дави́дович Марго́лис (7 октября 1930, Ленинград — 14 февраля 1996, Санкт-Петербург, похоронен в Шлиссельбурге) — советский и российский историк, профессор исторического факультета СПбГУ. Крупный специалист в области шевченковедения.

## Биография

### Семья и детство
Юрий Марголис родился в еврейской семье «интеллигентов первого поколения». Его родители «встретились на рабфаке» . Мать, Варвара Ивановна Герасимова (1906—1988), узнав «настоящую грамоту» (как выражался Ю. Д.) в 19 лет, 23 июня 1941 года под руководством академика Б. Д. Грекова защитила кандидатскую диссертацию по истории. В материалах к автобиографии Ю. Д. Марголис писал: «Своим авторитетом мама открыла мне путь к серьёзным занятиям наукой».
Отец — Давид Александрович Марголис (1904—1985), юношей прошедший гражданскую войну в составе РККА, в 1932 году стал проректором Финансово-экономического института. А в 30 лет написал и издал учебник («Финансы капиталистических государств»), который пользовался большой популярностью у нескольких поколений советских студентов.
Великую Отечественную войну Давид Александрович прошёл от первого до последнего дня, — начинал службу в Ленинградском народном ополчении, а закончил в Берлине подполковником действующей армии. В течение войны Давид Александрович почти ни на один день не прерывал переписку с женой и сыном (более полутора тысяч писем). Много лет спустя Юрий Давидович вспоминал, что письма отца в значительной степени повлияли на формирование его характера. В 1944 году он вместе с матерью вернулся в Ленинград из эвакуации, где они жили в селе Ивановка Богатовского района Куйбышевской области, и продолжил обучение в средней школе № 222 (бывшей Петришуле, славившейся своими традициями), которую и окончил в 1947 году .

### Университетская юность и арест отца
В год окончания школы юный Марголис поступил на исторический факультет ЛГУ. В его студенческие годы там преподавали такие знаменитые учёные, как С. Н. Валк, В. В. Струве, Е. В. Тарле, Б. А. Романов, А. В. Предтеченский, Д. С. Лихачёв, С. Б. Окунь, В. В. Мавродин. Именно декан истфака В. В. Мавродин (у которого Марголис занимался изучением артиллерии XVIII века) подарил ему томик Кобзаря, вызвав интерес Ю. Д. к личности великого украинского поэта Т. Г. Шевченко. Шевченковедение на долгие годы стало одной из главных тем творчества Марголиса: этой теме были посвящены его выпускной диплом, а также кандидатская и докторская диссертация. Итогом этих работ стали книги: Исторические взгляды Т. Г. Шевченко. / Отв. ред. проф. С. Б. Окунь. Л.: Изд-во ЛГУ. 1964, Т. Г. Шевченко и русские историки-демократы. Л.: Изд-во ЛГУ. 1991.
Незадолго до окончания Юрием университета, в сентябре 1952 года, был арестован его отец. Статья была традиционна для тех лет послевоенных репрессий и борьбы с «безродным космополитизмом»: 58-я, часть 10 (контрреволюционная агитация и пропаганда). Апелляции, отправлявшиеся в высшие судебные инстанции сыном, не имели действия: Давид Александрович был оправдан и освобождён лишь в 1956 году.

### Работа в школе, аспирантура и первые книги
Путь в аспирантуру был отрезан и осенью того же года Юрий Марголис оказался в Шамординской школе, которая располагалась в стенах бывшей одноимённой женской обители в 5-ти километрах от Оптиной пустыни (Калужская область). Здесь он подружился с школьным филологом Б. Ш. Окуджавой, который там учительствовал, «отбывая наказание» (так об этом говорил сам Ю. Д.) за то, что на студенческой вечеринке непроизвольно задел бюст вождя всех народов.
Вернувшись в Ленинград, Марголис продолжил преподавательскую деятельность в 74-й средней школе и книготорговом техникуме. А в 1958 году сбылась его мечта: он был зачислен в очную аспирантуру ЛГУ по кафедре истории СССР и смог сосредоточиться на научной работе. Руководителем и университетским куратором его стал С. Б. Окунь.
После аспирантуры, окончившейся досрочной защитой в апреле 1960 года диссертации «Эволюция исторических взглядов Т. Г. Шевченко» Ю. Д. Марголис был оставлен преподавателем кафедры истории СССР. В первой половине 1967 года из печати вышла его работа «На каторжном острове: дневники, письма и воспоминания политкаторжан „нового Шлиссельбурга“ (1907—1917 гг.)». Чтобы подготовить её, нужно было быть (по словам Марголиса) «контактным до бесстыдства». В личном архиве отложилась переписка, относящаяся ко времени работы над этой книгой. В ней сохранилось 112 писем, написанных Ю. Д. Марголису героями этой книги, старыми революционерами, и их родственниками. Ю. Д. редактировал, писал предисловие и комментировал эту книгу (причём, комментарии превратились в небольшую энциклопедию, настолько они были тщательны и обширны). Конечно, не все удалось в этой книжке, учитывая время её создания. «Почти ничего нет о сталинском людоедстве», — сокрушался автор и тут же в записной книжке добавлял: «Сегодня во сне ощутил доподлинно, сколь страстно его ненавижу, покойника».

### «Уход» из университета
В 1967—1968 годах Марголис был вынужден выдержать жестокий удар судьбы: 17 июня 1968 года в Василеостровском районном комитете КПСС его исключили из партии «за утрату политической бдительности, выразившуюся, в получении и хранении литературы антисоветского и ревизионистского содержания» (книг Ричарда Пайпса, Милована Джиласа) и недоносительстве. Так закончилось его «партийное персональное дело», которое тянулось более полутора лет и было инициировано в связи с делом арестованного 17 февраля 1967 года и осужденного на 6 лет за антисоветскую деятельность преподавателя истфака Н. В. Иванова, расследовавшимся тогда в рамках «огурцовской истории» в Ленинграде. 7 июля 1968 года Ю. Д. уволили с факультета, официально — в связи с неизбранием по конкурсу. В личном деле профессора мы не найдём и намёка на подлинные причины увольнения..

### Борьба за право быть в профессии
Следующая запись в трудовой книжке Марголиса оказывается неожиданной, но абсолютно реальной: заместитель главного механика ситценабивной фабрики им. Веры Слуцкой. На несколько лет он становится главным летописцем фабрики. Благодаря его архивным находкам принятая дата основания предприятия была отодвинута в начало XIX века, а в 1973 году вышел и объёмный том истории фабрики В. Слуцкой под названием «Фабрика на взморье». Правда, в «Лениздате», где вышла книга, по рекомендации обкома партии было решено не указывать имя автора на её титуле.
В университет удалось вернуться в 1973 году (но без права преподавания), в НИИКСИ (научно-исследовательский институт комплексных социальных исследований) при ЛГУ. Здесь Ю. Д. занимался историей социологических исследований проблем студенчества. Лишь в 1976 году Комитет партийного контроля при ЦК КПСС восстановил Ю. Д. Марголиса в партии, тем самым дав возможность вернуться к любимому делу, преподаванию. Но для этого нужно было расстаться с Ленинградом и уехать на место заведующего кафедрой истории СССР в Сыктывкарский государственный университет, который был недавно основан (1972) и нуждался в настоящих университетских кадрах.

### Просветительская миссия Марголиса в Сыктывкаре
Почти 5 лет, проведённых профессором в Коми-крае, заложили прочную творческую связь между Сыктывкарским университетом и ленинградскими (петербургскими) научными, педагогическими традициями. Здесь Марголис смог на практике осуществить то, что он декларировал своей крылатой фразой: «Студент не глину должен месить, а Шартрский собор строить, понимая, для чего он живёт на свете». Результатом такого отношения к делу явилось написание студентами (под его руководством) истории Сыктывкарского лесопромышленного комплекса. К 10-летию предприятия была выпущена книга «Гигант на Вычегде». Пятилетие сотворчество Марголиса и его сыктывкарских коллег и учеников оставило по себе добрую память. Не случайно, что одним из экспонатов краеведческого музея в Сыктывкаре является художественный портрет Ю. Д. Марголиса. Наконец, и давно заслуженные доцентские «корочки» были также обретены именно там в 1978 году. 12-летний путь возвращения в свою alma mater был завершён осенью 1980 года.

### Возвращение в alma mater
Последний пятнадцатилетний период жизни и деятельности Марголиса связан с истфаком ЛГУ, где была успешно защищена докторская диссертация (1985) и получено звание профессора (1987). Именно в это время, наряду с шевченковедением, он становится авторитетнейшим специалистом по истории Петербургского — Ленинградского университета. Ю. Д. Марголис работал над широко известным изданием: «Ленинградский университет в воспоминаниях современников» (Т. 1 — 1963; Т. 2 — 1982….), активно участвовал в выходивших с 1962 года «Очерках истории Ленинградского университета» в качестве и автора и члена редколлегии. В 1980-х годах вместе со своим коллегой, профессором Г. А. Тишкиным, принял участие в полемике по поводу даты основания университета, в результате которой появилась книга, написанная в соавторстве, «Отечеству на пользу, а россиянам во славу: Из истории университетского образования в Петербурге в XVIII — начале XIX в.». В этой книге подробно рассматривалась история академического университета, учреждённого в составе «триединого здания» Академии наук, созданной по указу Петра I в 1724 году. В 2000 году (уже после смерти Ю. Д.) вышла вторая книга, посвящённая истории университета («„Единым вдохновением“: Очерки истории университетского образования в Петербурге в конце XVIII — первой половине XIX в.»). Здесь авторы попытались более развёрнуто представить преемственность двух университетов: Академического и Петербургского. И хотя в учёном сообществе всё-таки пока нет единой точки зрения на дату основания Петербургского университета, в 1997 году была официально закреплена дата подписания указа об учреждении совместно с Академией наук и Академического университета. Постановлением Правительства РФ в честь 275-летия со дня основания Петербургского университета (которое отмечалось в 1999 году) ему были выделены немалые средства.
Марголис прекрасно знал историю студенческого движения XIX — начала XX веков, писал об истории Ленинградского университета и судьбах универсантов в годы Великой Отечественной войны (отв. ред. Очерков: Ленинградский университет в Великой Отечественной. 1941—1945). Он был также одним из основателей Музея истории университета, долгие годы осуществляя методическое руководство им.

## Публикации
- Т. Г. Шевченко и А. П. Щапов // Исторические науки. № 3. — М.: Наука, 1959. — 62—80 с.
- соавт. с Ю. И. Мережинским. Г. В. Плеханов про Т. Г. Шевченка // Шевченко Т. Соч. Т. 1. — Киев, 1961. — 110—124 с.
- в соавт. с В. В. Мавродиным, В. А. Ежовым, Г. Г. Прошиным. Предисловие и комментарии / Ленинградский университет в воспоминаниях современников. Т. 1. — Л.: Изд-во ЛГУ, 1963. — 319 с.
- Исторические взгляды Т. Г. Шевченко / отв. ред. проф. С. Б. Окунь. — Л.: Изд-во ЛГУ, 1964. — 294 с.
- В великом походе за культуру // Слово о комсомолии Ленинграда. — Л., 1965. — 178—199 с.
- К вопросу о характере и формах проявления кризиса «верхов» накануне февральской революции // Социально-экономические предпосылки февральской революции в России. — М.-Л., 1967. — 17—28 с.
- Предисловие и комментарии // На каторжном острове: Дневники, письма и воспоминания политкаторжан «нового Шлиссельбурга» (1907—1917 гг.) / под ред. к.и.н. Ю. Д. Марголиса. — Л.: Лениздат, 1967. — 292 с.
- В. Лихтенштадт. Б. Жадановский. С. М. Киров. Р. Семенчаков. К. Самойлова. // «Сквозь время…»: документальные очерки о молодых революционерах. 1895—1917. / сост. Марголис Ю. Д., Сандлер В. И. — М.: Молодая гвардия, 1968. — 5—117, 135—199, 261—288 с.
- в соавт. с Г. Г. Прошиным. Боевое крещение. 1905—1907: «Скороход» им. Я. Калинина. (гл. 2). — Л., 1969. — 55—74 с.
- Т. Г. Шевченко и Петербурзький універсітет // Український iсторичний журнал. — Киев, 1971. — 45—56 с.
- в соавт. с Е. И. Кулагиной, Т. В. Павловой и др. Фабрика на взморье: страницы биографии рабочего коллектива ситценабивной фабрики им. В. Слуцкой / отв. ред. проф. С. Б. Окунь. — Л.: Лениздат, 1973. — 272 с.
- Шевченковские годовщины и Петербургский университет // Очерки по истории Ленинградского университета. Т. 4. — Л., 1982. — 33—51 с.
- в соавт. с В. А. Ежовым и В. П. Яковлевым. Предисловие // Ленинградский университет в воспоминаниях современников. Т. 2. — Л.: Изд-во ЛГУ., 1982. — 5—20 с.
- в соавт. с Г. А. Тишкиным. Из истории революционных связей Ленинградского и Тартуского университетов // Tartu Ulikooli ajaloo kusimisi. Т. 13. — Tartu, 1983. — 184—195 с.
- Т. Г. Шевченко и Петербургский университет. — Л.: Изд-во ЛГУ, 1983. — 152 с.
- в соавт. с А. В. Ненаховым. Гигант на Вычегде: О Сыктывкарском лесопромышленном комплексе. — Сыктывкар: Коми кн. изд-во., 1984. — 107 с.
- в соавт. с Г. А. Тишкиным. Сколько лет университету на Неве? // Нева. № 11. — Л., 1984. — 6—7 с.
- в соавт. с Г. А. Тишкиным. «Отечеству на пользу, а россиянам во славу…»: Из истории университетского образования в Петербурге в XVIII — нач. XIX вв. — Л.: Изд-во ЛГУ, 1988. — 232 с.
- Верность теме: Творческий путь Н. Г. Сладкевича // Освободительное движение в России. Вып. 13. — Саратов, 1989. — 158-163 с.
- Петербургский университет в 1905—1907 гг. в воспоминаниях современников // Новое о революции 1905—1907 в России: Межвуз. сб / под ред. Ю. Д. Марголиса. — Л.: Изд-во ЛГУ, 1989. — 18—28 с.
- Сражающийся университет // Ленинградский университет в Великой Отечественной (1941—1945): Очерки / ред. Ю. Д. Марголиса и др. — Л.: Изд-во ЛГУ, 1990. — 9-25 с. — ISBN 5-288-00535-4.
- Революционный демократизм Т. Г. Шевченко и этнографический историзм Н. И. Костомарова // Интернациональные традиции русской культуры: Сб. науч. тр / науч. ред. Г. А. Тишкин. — Л.: Изд-во ЛГУ, 1991. — 30—43 с.
- Т. Г. Шевченко и русские историки-демократы. — Л.: Изд-во ЛГУ, 1991. — 191 с. — ISBN 5288006105.
- Д. И. Яворницкий и шевченковедение // Учёный-подвижник: Материалы науч.-практ. конф., посвящ. 135-летию Д. И. Яворницкого.. — Днепропетровск: Изд-во ЛГУ, 1991. — 10—15 с.
- Распутинщина // Санкт-Петербург. Петроград. Ленинград: Энцикл. справ. — СПб.: Изд-во ЛГУ, 1992. — 538 с.
- Т. Г. Шевченко в борьбе против антисемитизма // История общественной мысли России и Украины XVII — нач. XX вв.: Межвузов. сб. науч. тр. — Днепропетровск, 1992. — 63—74 с.
- Семён Бенцианович Окунь: Жизнь историка, рассказанная его книгами, документами и свидетельствами современников / ред. Т. Н. Жуковская. — Санкт-Петербург. юрид. ин-т. — СПб., 1993. — 87 с. — ISBN 5-86247-007-7.
- В годы конституционного самодержавия: А. А. Кизеветтер и его воспоминания «На рубеже двух столетий» // Вестник Межпарламентской ассамблеи. № 1. — СПб., 1994. — 36—48 с.
- Кто всё-таки звал Русь к топору?: Интервью с проф. Ю. Д. Марголисом / Беседу вела Н. Рахманова // Час пик. 3 авг. — СПб., 1994. — 3 с.
- Сражающийся университет // Ленинградский университет. — Хунань (КНР), 1993. — 178—183 с. — На кит. яз. экз.
- в соавт. с Г. А. Тишкиным. Учёный, писатель, гражданин: К 75-летию Д. Н. Альшица // Альшиц Даниил Натанович (Д. Аль).. — СПб., 1994. — 3—8 с.
- Валк Сигизмунд Натанович // Рос. еврейская энцикл. Т. 1: Биографии.. — М., 1994. — 203—204 с.
- Женщины в политической истории России первой половины XIX в. // Феминизм и российская культура: Сб. тр / науч. ред. и сост. Г. А. Тишкин. — Междунар. ин-т «Женщина и управление». С.-Петербург. гос. академия культуры. — СПб., 1995. — 127—138 с.
- Студенты-поляки Петербургского университета 40-60 годов XIX в. // Польские профессора и студенты в университетах России в конце XIX — начале XX века. — Варшава, 1995. — 132—135 с.
- в соавт. с Т. Н. Жуковской. Традиции Павла I в истории русской государственности // Император Павел I и Орден Св. Иоанна Иерусалимского в России. Сб. ст / ред., сост. Р. Г. Красиков. — СПб., 1995. — 27—39 с.
- Ценные признания М. В. Родзянко-мемуариста // Вестн. Межпарламентской ассамблеи. № 2. — 1995. — 48-96 с.
- в соавт. Лейберов И. П., Юрковский Н. К. Традиции демократии и либерализма в России // Вопросы истории. № 2. — М., 1996. — 3—15 с.
- Студенческие переписи в России 1872—1912 гг. // Средневековая и новая Россия: Сборник научных статей К 60-летию проф. И. Я. Фроянова.. — СПб., 1996. — 656—669 с.
- Монографию пишут студенты // Проблемы истории России XVIII—XX вв. (Научные чтения памяти проф. Ю. Д. Марголиса). — Сыктывкар, 1997. — 4—12 с. — (переизд.) экз.
- Книга Н. В. Гоголя «Выбранные места из переписки с друзьями»: Основные вехи истории восприятия. — СПб., 1998. — 236 с. — ISBN 5-288-01606-2.
- Петрашевцы — студенты Петербургского университета // Очерки по истории Санкт-Петербургского университета. Вып. VII. — СПб., 1998. — 99—123 с.
- П. А. Зайончковский и С. Б. Окунь // П. А. Зайончковский. 1904—1983. Статьи, публикации и воспоминания о нём.. — М., 1998. — 125-127 с.
- К портрету А. В. Предтеченского // А. В. Предтеченский. Из творческого наследия.. — СПб., 1999. — 394—397 с.
- Материалы по истории Санкт-Петербургского университета. 1917—1965. Обзор архивных документов / ред. Г. А. Тишкин; сост. Ю. Д. Марголис, Е. М. Балашов и др. — СПб., 1999. — 284 с.
- в соавт. с Г. А. Тишкиным. «Единым вдохновением»: Очерки истории университетского образования в Петербурге в конце XVIII — первой половине XIX в. — СПб., 2000. — 228 с. — ISBN 5-288-02488-X.
- К изучению общественно-политической деятельности Д. Н. Кудрявского // Очерки истории С. Петербургского университета. Т. 8. — СПб., 2000. — 208—217 с.
- в соавт. Ю. Г. Алексеев, В. М. Воробьёв, А. Я. Дегтярёв. Памяти Александра Львовича Шапиро // Вестник Санкт-Петербургского университета. Сер. 2, История. № 4. — СПб., 2005. — 3—17 с.

## Семья
Брат — Александр Давидович Марголис (род. 1947) — советский и российский историк, телеведущий и общественный деятель.